# ロシア連邦軍
ロシア連邦軍（ロシアれんぽうぐん、ロシア語: Вооруженные силы Российской Федерации、略称: ВС РФ、英語: Armed Forces of the Russian Federation）は、ロシア連邦の軍隊。
ソビエト連邦の崩壊後の1992年5月7日に、ロシア・ソビエト連邦社会主義共和国の領土に核兵器を含めて駐留していたソビエト連邦軍とロシア国外にある軍隊および海軍部隊を基礎として創設された。当時の人数は288万人であった。現在、ロシア連邦軍は世界最大の核兵器庫を保有し、発達した核兵器運搬手段も保有している。

## 機構

### 軍種・独立兵科
ロシア連邦軍は、3軍種2独立兵科制をとり、陸軍、航空宇宙軍（諸外国の空軍に相当）、海軍と戦略ロケット部隊、空挺部隊から成る。

#### 軍種
- ロシア陸軍（Сухопутные войска）
- ロシア海軍（Военно-Морской Флот；ВМФ）
- ロシア航空宇宙軍（Воздушно-Космические Силы России）

#### 独立兵科
- ロシア戦略ロケット軍（Ракетные войска стратегического назначения；РВСН）
- ロシア空挺軍（Воздушно-десантные войска；ВДВ）

### 軍管区、作戦・戦略司令部
ロシア連邦軍は、従来、次の6個軍管区（Военный округ）に分かれていた。
- モスクワ軍管区（Московский военный округ；МВО）
- レニングラード軍管区（Ленинградский военный округ；ЛенВО）
- 沿ヴォルガ・ウラル軍管区（Приволжско-уральский военный округ；ПруВО）
- 北カフカーズ軍管区（Северо-кавказский военный округ；СКВО）
- シベリア軍管区（Сибирский военный округ；СибВО）
- 極東軍管区（Дальневосточный военный округ；ДВО）
- カリーニングラード特別地区

2010年7月14日の大統領令により、以上の6個軍管区は、2010年10月までに4個軍管区へと統合された。各軍管区には域内の陸海空軍部隊を統一的に指揮する「統合戦略コマンド」（OSK）が設置、各軍管区司令官が統合戦略コマンド司令官を兼任する。ただし、戦略兵力である戦略ロケット軍、空挺軍、準軍隊については最高司令部の直轄下に留め置かれ、OSKは指揮権を持たない。
2014年12月1日には北極圏防衛の強化のため、西部軍管区に隷属していた海軍の北方艦隊が新たにOSKの地位が付与、2021年には北方艦隊自体が独立した軍管区に昇格し、コミ共和国、アルハンゲリスク州、ムルマンスク州、ネネツ自治管区も管轄している。
2024年2月26日、プーチン大統領が発足当時の 西部軍管区の領域をモスクワ軍管区とレニングラード軍管区に分割する大統領令に署名した。また、海軍の各艦隊は海軍総司令官の指揮下とされた。
現在の作戦・戦略司令部 (OSK)一覧
- レニングラード軍管区
- モスクワ軍管区
- 南部軍管区（旧北カフカス軍管区）
- 中央軍管区（沿ヴォルガ＝ウラル軍管区と旧シベリア軍管区西部）
- 東部軍管区（旧シベリア軍管区東部と極東軍管区）

## 階級
| カテゴリー       | 陸軍・航空宇宙軍の階級章 | 陸軍・航空宇宙軍の階級章                   | 陸軍・航空宇宙軍の階級章                   | 海軍の階級章                               | 海軍の階級章                               | 海軍の階級章                               |
| カテゴリー       | 陸軍の肩章               | 階級名                                     | 航空宇宙軍の肩章                           | 肩章                                       | 階級名                                     | 袖章                                       |
| ---------------- | ------------------------ | ------------------------------------------ | ------------------------------------------ | ------------------------------------------ | ------------------------------------------ | ------------------------------------------ |
| 元帥・将官       |                          | ロシア連邦元帥 Ма́ршал Росси́йской Федера́ции | ロシア連邦元帥 Ма́ршал Росси́йской Федера́ции | ロシア連邦元帥 Ма́ршал Росси́йской Федера́ции | ロシア連邦元帥 Ма́ршал Росси́йской Федера́ции | ロシア連邦元帥 Ма́ршал Росси́йской Федера́ции |
| 元帥・将官       |                          | 上級大将 генера́л а́рмии                     |                                            |                                            | 上級大将 адмира́л фло́та                     |                                            |
| 元帥・将官       |                          | 大将 генера́л-полко́вник                     |                                            |                                            | 大将 адмира́л                               |                                            |
| 元帥・将官       |                          | 中将 генера́л-лейтена́нт                     |                                            |                                            | 中将 ви́це-адмира́л                          |                                            |
| 元帥・将官       |                          | 少将 генера́л-майо́р                         |                                            |                                            | 少将 ко́нтр-адмира́л                         |                                            |
| 佐官             |                          | 大佐 полко́вник                             |                                            |                                            | 大佐 капита́н 1-го ра́нга                    |                                            |
| 佐官             |                          | 中佐 подполко́вник                          |                                            |                                            | 中佐 капита́н 2-го р́анга                    |                                            |
| 佐官             |                          | 少佐 майо́р                                 |                                            |                                            | 少佐 капита́н 3-го р́анга                    |                                            |
| 尉官             |                          | 大尉 капита́н                               |                                            |                                            | 大尉 капита́н-лейтена́нт                     |                                            |
| 尉官             |                          | 上級中尉 ста́рший лейтена́нт                 |                                            |                                            | 上級中尉 ста́рший лейтена́нт                 |                                            |
| 尉官             |                          | 中尉 лейтена́нт                             |                                            |                                            | 中尉 лейтена́нт                             |                                            |
| 尉官             |                          | 少尉 мла́дший лейтена́нт                     |                                            |                                            | 少尉 мла́дший лейтена́нт                     |                                            |
| 准士官           |                          | 上級准尉 ста́рший пра́порщик                 |                                            |                                            | 兵曹上長 ста́рший ми́чман                    | なし                                       |
| 准士官           |                          | 准尉 пра́порщик                             |                                            |                                            | 兵曹長 ми́чман                              | なし                                       |
| 下士官           |                          | 曹長 старшина́                              |                                            |                                            | 上級艦艇兵曹 гла́вный корабе́льный старшина́  | なし                                       |
| 下士官           |                          | 上級軍曹 ста́рший сержа́нт                   |                                            |                                            | 上級兵曹 гла́вный старшина́                  | なし                                       |
| 下士官           |                          | 軍曹 сержа́нт                               |                                            |                                            | 一等兵曹 старшина́ 1-й статьи́               | なし                                       |
| 下士官           |                          | 伍長 мла́дший сержа́нт                       |                                            |                                            | 二等兵曹 старшина́ 2-й статьи́               | なし                                       |
| 兵卒 水兵 空軍兵 |                          | 兵長 ефре́йтор                              |                                            |                                            | 水兵長 ста́рший матро́с                      | なし                                       |
| 兵卒 水兵 空軍兵 |                          | 兵 рядово́й                                 |                                            |                                            | 水兵 матро́с                                | なし                                       |

## 軍事戦略

### 核戦略
ウラジーミル・プーチン大統領は2020年6月2日、『核抑止力の国家政策指針』に署名した。核兵器の使用は大統領が決定することを定め、ロシアの核戦力は「本質的には防衛的なもの」としつつ「使用の権利を保持する」と規定した。 核兵器を使用する具体的な条件として以下の4つを挙げた。 
- ロシアやその同盟国への弾道ミサイル発射に関する信頼性の高い情報を入手した場合
- ロシアやその同盟国への核兵器を含む大量破壊兵器が使用された場合
- 死活的に重要な政府や軍事施設に対して、敵が核報復能力を阻害する工作を行った場合
- 通常兵器の攻撃によりロシアが侵略され国家存立が危機的になった場合

このほか「核抑止力が必要になり得る軍事的危険」の対象に、宇宙空間やロシア周辺へのミサイル防衛（MD）システムや弾道ミサイル、極超音速ミサイル、核兵器及びその運搬手段の配備を挙げた。

### ゲラシモフドクトリン
ロシア連邦国防省および連邦軍はゲラシモフドクトリンを採用していると言われている。平時と有事には境界線は無く、ソフトパワーを含めたあらゆる市民交流や外交、教育、経済、政治活動も軍事の延長だとする。このようなハイブリット戦略は中国空軍の王准将が執筆した超限戦と類似性がある。ただしゲラシモフドクトリンとはゲラシモフ上級大将が唱えたものではなく、西側の軍事評論家らの付けた呼称である。ロシア連邦政府がこれを公式に使用したこともない。

## 戦歴

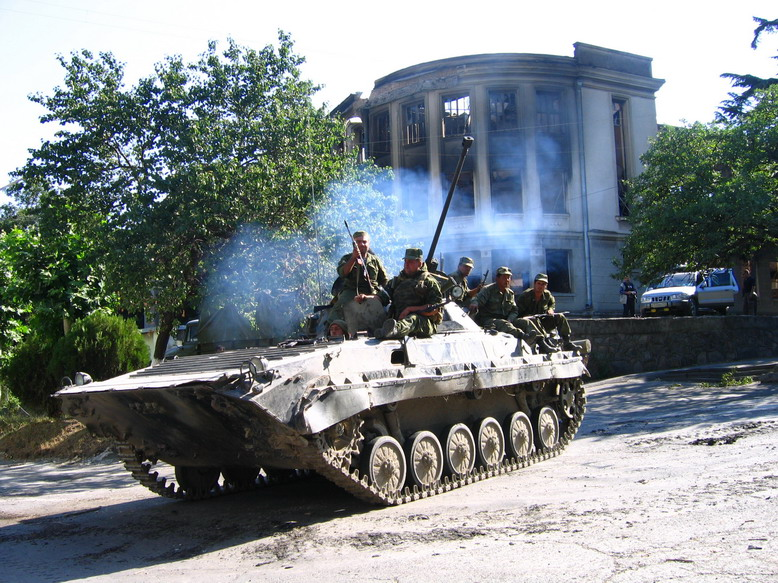
南オセチアに展開するロシア軍

- 第一次チェチェン紛争（1994年-1996年）
- 第二次チェチェン紛争（1999年-2009年）
- 南オセチア紛争（2008年）
- シリア内戦（2015年9月30日-）
- ウクライナ侵攻（2022年-）

## 国外駐留
詳細は「国外駐留ロシア連邦軍部隊の一覧」「集団安全保障条約機構（CSTO）」を参照。

### 旧ソビエト連邦構成国
- アゼルバイジャン
- アルメニア
- カザフスタン
- キルギス
- タジキスタン
- ベラルーシ

### 旧ソビエト連邦構成国以外
- シリア

## 準軍事組織
ロシアには、ロシア連邦軍の他、各省庁が管轄する準軍事組織が存在する。これらは平時は各省庁が管轄するが、戦時は国防省の統制下に入る。
総兵力は約55万人とされる。
- 連邦保安庁（FSB） - 国境軍
- 連邦国家親衛隊局 - 国家親衛隊
- 民間防衛問題・非常事態・自然災害復旧省 - 民間防衛軍
- 連邦警護庁（FSO）：大統領連隊や解散した政府通信・情報局の諸部門などを含む。

## 軍事支出
ロシアの経済規模は2000年以降の10年ほどで急成長し、これに合わせて軍事支出にも大幅な伸びが見られる。狭義の軍事支出を、各年度予算の第2章「国防」の項目として捉えた場合、1999年には1155億9400万ルーブルであったものが2010年には1兆2747億9400万ルーブルと11倍にも増加した。ロシア連邦保安庁（FSB）やロシア内務省傘下の準軍事機関まで含めれば、その額はさらに大きくなる。
なお、従来は国防予算のうち7割までが人件費や福利厚生費、燃料、食料、光熱費といった維持費に当てられていた。しかし今後、老朽化した装備の更新を進める必要から、今後は国防予算中に占める装備調達費の割合を増やしていく意向である。
ロシア軍を含めた軍事組織向け装備調達は国家国防発注 (GOZ) と呼ばれ、2010年度は新規調達費用が3193億ルーブル、修理・近代化改修費が639億ルーブル、研究開発 (NIOKR) 費が1080億ルーブルで、合計4911億ルーブル程度であったと見られる。
さらに、2011年以降に大規模な装備更新計画「2020年までの国家武器計画 (GPV-2020)」が発動するのにあわせて、2011年度以降のGOZはさらに増額されることが見込まれている。積極的に武器輸出もしており、2011年には1兆円を超えるとされている。
ロシアは、装備を年平均9～11％ずつ毎年更新することにより、20（平成32）年までに新型装備の比率を70％にまで引き上げることとして いる。また、約20兆ルーブル（約55兆円）のうち、国防省には約19兆ルーブル（約52兆円）を割り当て、このうち約80％を新型装備の調達に、 約10％を研究・開発に割り当てるとともに、核の3本柱の近代化を優先させることとしている。プーチン首相（当時）は12（同24）年2月に 発表した国防政策に関する選挙綱領的論文の中で、今後10年間で約23兆ルーブル（約63兆円）を費やし、核戦力や航空宇宙防衛、海軍力な ど軍事力を増強していくとした。
2011年度以降2016年度（執行額）までは対前年度比で二桁の伸び率が継続し、対GDP比で4.4％に達したが、2017年度は前年比20％減の2兆8,360億ルーブルとなった。1998年以来の減少であり、軍事費ランキングでは世界第3位から第4位に転落した。背景としてクリミア危機による西側諸国の制裁と世界原油価格の下落による経済状況の悪化、プーチン大統領による医療・教育などの社会インフラの支出額を増加させる方針がある。その後はおおむね対GDP比3%前後増の水準で推移した
2022年2月24日ウクライナ侵攻により、2022年度は対前年比9.2%増の836億ドルとなり、軍事費ランキングで世界第3位となった 。

## 徴兵制度
ロシアは過去3世紀（ロシア帝国とソビエト連邦時代を含む）にわたり徴兵制度を採用。かつて徴兵年齢は18-27歳であったが、2024年1月からは30歳に引き上げられた）。男性は1年間の兵役に就くことが求められており、徴募に応じる義務がある。なお大学生は兵役を遅らせることが許可されているほか、ロシアの大学には軍事教練が存在し、これが徴兵制度を補っている。
2002年6月28日、ロシア下院は、代替奉仕に関する法案（代替文民勤務法）を採択し、良心的兵役拒否が実質的・制度的に明文化された。ソ連崩壊後の1993年に制定されたロシア連邦憲法は、宗教や他の信条を理由に兵役拒否する人に対し、代替奉仕の可能性を保障している。しかし、代替奉仕に関する具体的取り決めを定めた法律は、それまで存在しておらず、軍隊からの脱走の多発や、兵役拒否するための賄賂等、汚職原因となっていた。2002年に可決された法案によると、兵役の代わりに、民間施設で3年半、又は軍事施設で3年間の代替奉仕を選択することができる。また、大卒の場合、奉仕期間は半分ですむ。ただし、徴兵委員会が代替奉仕者の任地を決めるため、自宅や家族の近くで働ける可能性は低い。この法律は2004年1月1日から発効した。
ロシア軍では、軍内でのいじめ、殺人などの犯罪行為が後を絶たず、ロシアの徴兵制はロシア国民の間で非常に評判が悪く、若者の間では兵役逃れが蔓延している。2004年には徴兵忌避率が90%以上に達したとイワノフ国防相が発言したなど、ロシアの徴兵制は形骸化が進み、もはや破綻寸前であるという評価もある。
徴兵制度の機能不全や少子化のため、2014年度は100万人の定数に対して約77万人（充足率77%）まで落ちていたが、2019年には約90万人となっている。また志願制度主体への移行を進めており、2015年には下士官・兵卒が対象の契約軍人の数が徴兵の数を上回った。この士官を除く職業軍人数は38万4千人で下士官は100％が志願制となった。この他予備役は2017年時点で約200万人が動員可能とされる。

## 軍改革

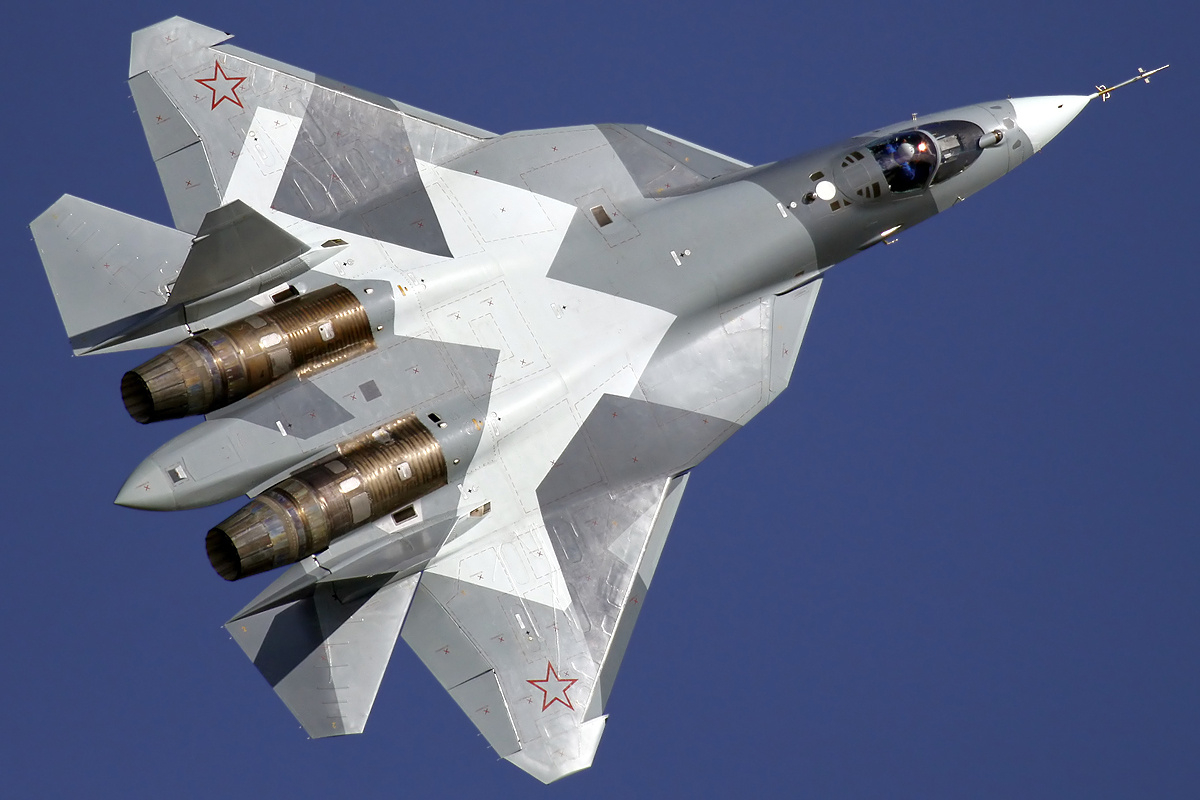
Su-57ステルス戦闘機

### 初期
ロシア連邦軍の前身であるソ連軍は兵力約522.7万人を持ちアメリカ合衆国軍と並ぶ世界最強の軍隊と言われてきたが、ソ連末期には装備の老朽化と軍規の乱れなどで脆弱となった。それらの問題はソ連軍から発足時に約282万人の兵力を引き継いだロシア連邦軍にも持ち越され、1994年のチェチェン紛争においてその弱体ぶりが国内外に露呈することになった。その後も、主に財政難から大幅な減員を余儀なくされ、兵器の調達も激減した。5個あった軍種も空軍と防空軍（PVO）の1998年の合併や戦略ロケット軍が2001年に独立兵科になったことに伴い一般的な3軍種となっている。また連邦鉄道部隊局が管轄していた鉄道部隊も国防省の管轄とされた。1997年7月16日にエリツィン政権は大統領令にて1999年1月1日から兵力定数を120万人にまで削減することを定めた。
2000年に発足したプーチン政権はロシア軍の再建に乗り出し、軍需産業を振興する一方、士官候補生養成の寄宿制の学校を各地に設立し「強固な愛国心によってロシアを守る人材」の育成に乗り出した。プーチン政権では全ての兵力を「強固な愛国心のある志願兵」から構成することを目標に掲げている。2001年にプーチン政権は「2005年までの軍建設計画」を承認し、同年3月24日の大統領令で兵力定数を100万人に定めたが、これは実施されなかった。
2003年には、当時のイワノフ国防相が改革プランを発表した。同文書では、戦略的抑止力の維持、常時即応部隊の増加と統合部隊の設立、作戦訓練の改善、軍の一部を徴兵制から契約軍人に転換、装備の近代化、兵站及び技術支援の改善、教育・研究活動の発展が改革のための施策として挙げられたが、多くは実現しなかった。

### セルジュコフ改革
ソ連崩壊後、ロシアでは常に軍改革が議論されてきたが、2008年にアナトーリー・セルジュコフ国防相の主導で本格的な改革が始まるまで、実質的にはほとんど進展が見られなかった。マイナーな変化はあったものの、組織や運用ドクトリンは依然として冷戦期の大規模戦争思想に影響を受けており、冷戦後に増加した小規模紛争に機動的に対処できる体制になかった。
たとえばロシア陸軍では、兵力が大幅に減少したにもかかわらず、大規模戦争に備えて多数の師団が維持されていた。この結果、ほとんどの師団は司令部要員と装備しか持たない「スケルトン師団」になってしまい、時間をかけて大量の予備役を動員しなければ戦闘態勢を整えることができなかった。一方、ただちに戦闘態勢に移行できる常時即応部隊は、全ロシア陸軍中の17%程度、空軍では155個の航空連隊中5個でしかなかった（2008年の数字）。
また装備の旧式化も深刻で、特に精密誘導兵器やC4ISRシステムの普及率は西側諸国に比べて非常に低かった。この結果、2008年8月の南オセチア紛争では、アメリカ合衆国やイスラエルから積極的にハイテク装備を導入していたグルジア軍に対し、ロシア軍は苦戦を強いられることとなった。
これに対してセルジュコフ国防相は、2008年秋、包括的な軍改革プランを公表し、ロシア軍の体制を根本的に変革する意向を示した。その後も段階的に様々な改革プランが追加的に公表されているが、現時点までに明らかになっている主な内容は次の通りである。
全軍の常時即応化
全軍を常時即応部隊とし、「スケルトン師団」は解体する。
兵力削減
113万4千人の兵力を2012年に100万人まで削減し、特に将校は35万5千人から15万人まで20万人以上減らし、軍事物資調達を担う後方部隊は民営化して人員も3分の1に縮小する。その一方、下級将校は増員し、軍人の給与も昇給させて指揮命令系統を効率化する。
参謀本部の改革
ロシア軍の指揮・運用はソ連時代から永らく参謀本部が担ってきたが、2004年から軍事力整備に関する計画策定を主任務とする、純粋な参謀組織として再定義された。参謀本部作戦総局の規模がほぼ半減され、装備調達権限の多くも剥奪されて連邦武器・軍事特殊装備調達庁に移管された。また参謀本部情報総局（GRU）隷下の特殊作戦旅団を8個から5個に削減し、軍管区の隷下に移管する方針が打ち出されるなど、権限が縮小された。
指揮系統の改革
従来の「軍管区－軍－師団－連隊」から成る4階層の指揮系統のうち、「師団－連隊」の部分が旅団に集約された。この結果、全体の指揮系統は3階層制となり、命令伝達の効率化が見込まれる。
なお、旅団の定数は4500～6500人と師団よりも小さいが、新設の旅団には常時即応化によって人員が高いレベルで充足されるため、実際の戦闘力はむしろ向上すると期待される。
空軍においても、従来の「航空師団－航空連隊」制を廃止し、新たな作戦単位「航空基地」を設置して、多数の航空機を効率よく運用することとした。
より上位のレベルにおいても、軍管区に「統合戦略コマンド（OSK）」としての資格が与えられたほか（前述）、軍にも「作戦司令部」としての資格が与えられ、統合運用体制が強化される。
機動性の向上
減少した兵力で広い国土をカバーするため、戦域内・戦域間機動力の向上が意識されている。
従来は遠隔地の部隊を装備ごと航空機等で空輸する方法がとられていたが、今次改革では装備品をデポした「武器装備修理保管基地 (BKhRVT)」を各地に設置しておき、人員だけを輸送するという方法が採用された。これにより、従来よりもはるかに短い時間で部隊の緊急展開が可能になっている。
兵站改革
国防省内の装備部と後方（兵站）部が統合され、あらゆる物資の調達や輸送を統一的に実施する体制がつくられた。
さらに今後は、従来の後方保障連隊を兵站旅団へと格上げし、各OSKに2個ずつ配置する予定である。
また、これまで兵士が自分たちで行っていた給食・洗濯・入浴業務などを民営化することでコストを削減するとともに、兵士たちを戦闘訓練に専念させる改革も進んでいる。
装備更新
2007年以降、約5兆ルーブルを投じて「2015年までの国家武器計画 (GPV-2015)」が開始されたが、2009年度には課題ベースで41.9%が目標未達、製品ベースで69.9%が目標未達であり、更新は遅々として進まなかった。また導入される新型兵器もソ連時代に開発されたものの改良型に過ぎず、時代遅れとの批判もあった。そのためGPV-2015は「2020年までの国家武器計画 (GPV-2020)」に再編され、同時に軍需産業近代化計画（総額3兆ルーブル）も開始された。
また装備調達を一括して行う連邦武器・軍事特殊装備調達庁（ロスオボロンパスターフカ）や、装備品の保守・整備、修理・近代化、住宅建設などを請け負う国営企業「ロスオボロンセルヴィス」が設置された。
さらにセルジュコフ国防相は価格高騰・納期遅れをする企業に罰金を科したり、フランスのミストラル級強襲揚陸艦の輸入契約を結ぶなど外国製兵器の導入にも着手した。

### ショイグ就任後
上述のセルジュコフ改革は軍・軍需産業から強い反発を受けた。人員削減等で軍人達からの反感を買ったほか、外国製兵器の導入でシェアを奪われることを懸念した軍需産業からも反発を呼んだ。2011年11月にセルジュコフは辞任を表明し、後任はセルゲイ・ショイグが務めた。
改革中に発生したウクライナ侵攻では、ウクライナ軍に対し圧倒的な兵力差がありながら多くの問題を露呈したことで、ヨーロッパではロシア軍の評価が変化している。
参謀本部
セルジュコフ改革で作戦指揮権限を剥奪された参謀本部は、2013年の大統領令「ロシア連邦軍参謀本部の諸問題」によって、以前の状態に戻されただけでなく、幅広い他省庁の活動を調整する能力などのより強い権限を与えられた。
軍編成
セルジュコフ改革で「師団」の区分は原則的に廃止されたが、2013年にモスクワ近郊に駐屯する2個旅団にソ連時代以来の名誉称号を与え、師団制が復活した。これは単なる名誉称号だけにとどまらず、実際に師団編成に再改編される。この動きの背景には、大規模戦争勃発時に旅団では対抗できないとの軍の懸念が考えられる。セルジュコフの改革はそうした戦争の勃発リスクは低いとの前提に基づいていたが、軍の戦略家は政治的判断を廃して物理的な軍事バランスから物事を考える傾向がある、と小泉悠は指摘する。
兵力削減の緩和
セルジュコフ改革における将校の半分以下への削減は緩和され2011年には約22万人とされた。改編期間も延期され定数100万人への削減は2016年までの実施とされた。
航空宇宙軍の設立
2015年に、独立兵科だった航空宇宙防衛軍が空軍と合併し、航空宇宙軍が設立された。2012年には空軍司令官によって「航空師団－航空連隊」制を復活させる意向が示され、セルジュコフ改革の巻き戻しが見られた。
AI兵器の量産
非常事態相として原子力事故でロボットを投入した経験があるショイグは、兵士の犠牲者を減らす観点から人工知能（AI）を搭載した軍事用ロボットと無人機（ドローン）による部隊の編成を主導した。

## 問題点

### 予算不足
ロシアの軍事予算は対GDP比率こそ3%前後と現在の主要先進国の中では高い方ではあるが、西側の軍隊に比べて規模に対し著しく少ないとされる。2007年の軍事予算は354億米ドルであり、世界7位でありながら米国の20分の1であった。このため、軍事予算の70%も占めていた人件費ですら絶対額は少なく、当時は将軍クラスですら500米ドル/月、一般の徴兵された兵士は3-5米ドル/月となっていた。めざましい経済成長を遂げてきた現代ロシアにあって、このような待遇では高い職業意識を維持することは困難となっている。このため2012年には給与を3倍とし各種手当廃止とあわせ手取りで約6割増しにする改正が行われている。また、徴兵制度を志願兵による契約制度にするには、給与と住宅の改善等にさらに国防予算が必要になり、このことが契約制度への移行を大きく制限している。

### 兵力量
|        | 人口（人） | 兵力（人） | 人口当たり兵力(%) |
| ------ | ---------- | ---------- | ----------------- |
| 韓国   | 5180万     | 63万       | 1.22              |
| トルコ | 8340万     | 65万       | 0.779             |
| 日本   | 1億2700万  | 25万       | 0.197             |
| ロシア | 1億4600万  | 100万      | 0.685             |

2022年からのウクライナ侵攻では苦戦を余儀なくされ、翌2023年1月、定員を115万人から150万人へ増やすことを決定した。それ以前は、下記のように、より少ない人員での精兵化が議論されたこともあった。
ロシアでは、祖国戦争や大祖国戦争でフランス軍やドイツ軍に国内西域に侵攻されたものの、戦闘経験や兵器の技術で優位な敵に対し、それを上回る多数の兵力を動員し、これらを打ち破った経験から、広大で起伏に乏しい国土を防衛するには敵の侵攻を防ぎ得る厚い防衛線を早期に構築できる多数の動員可能な兵力規模が必須であるとする観念が今でも根強い。しかし、ロシアの人口はソ連崩壊後の1992年より減少傾向にあり、出生率は近年1.75程度と回復傾向にはあるものの他の先進国同様少子高齢化にも悩まされている。また、現代においては総力戦の可能性が低い事や前述の徴兵の不調もあり、その点からも100万人の定数でさえ常時維持する必要があるかロシア国内でも疑問の声がある。ロシア科学アカデミーの世界経済国際関係研究所安全保障センター長のアレクセイ・アルバートフ前下院議員は、100万人規模にはこだわる必要はなく、まず80万人規模に減らした後、科学技術の知識を備え高度な訓練を受けた、55-60万人の精鋭の契約将兵で構成されるべきであるとしていた。
現状である人口1億4600万人のロシアの兵力100万人を近隣国と比較した場合、日本との比較では人口に対する兵力比は約4倍、一方で韓国との比較では人口に対する兵力比はこれを下回る。トルコとの比較では人口に対する兵力比は概ね同等となる。
2024年には「旅行や出稼ぎを目的とした外国人を騙して徴兵としてロシア軍に強制連行」とテレビ系メディアに報道されたなど、深刻な自国民兵や外国人志願兵の不足が窺い知れる。

### いじめ
隊内で新兵に対するいじめ（デドフシナ、ДеДoвщина）が激しく、脱走の大きな原因となっている。公式には2002年前半期だけで2,265名の脱走者が出たとされるが、ロシア兵士の母の会ではその10倍としている。2005年の公式な数字ではいじめによる死者は16人とされ、自殺者が276人、事故死者が同じく276人とされたが、この数字にロシア国内で疑問の声が出た。2004年前半期のロシア兵の死者数は500人以上に達していた。

### 犯罪
上記のようにソ連崩壊後の税収不足による国防予算の切り詰めで、給与が低水準のロシア軍では高級幹部から末端の兵に至るまで、その低収入を補うため何らかの犯罪・汚職に手を染めるケースが多く、風紀の乱れが深刻な問題となっている。兵士を労働力として民間に貸し出して将校らが私的な利益を得る例はまだマシな方であり、兵器や食料の横流し、新兵から物品を脅し取るなどの行為が日常的に行なわれているとされる。1993年に起きたロシア太平洋艦隊で栄養失調で新兵4人が死亡した事件から久しいが、根本的な改善は行なわれていない。2004年前半期だけで5億ルーブルが国防費から犯罪によって不正使用されているといわれる。
ソ連崩壊後のエリツィン大統領時代には、国家予算が破綻寸前もしくは破綻していたため、議会が承認した国防費は支出など行なえる状況には無かったが、公式の数値上は米国に次ぐ世界第2位の軍事大国であった。この時期には、国防費の名目上の支出と実際の支払いに大きな差異があって当然となり、予算を管理・執行する立場の軍人や官僚にとっては、不正に関与する土壌となり、いまでもその「習慣」が続いていると2008年9月の大統領府による調査報告書は指摘している。エリツィン政権で外務大臣を務めたアンドレイ・コズイレフは、「ロシア政府は過去20年間を費やして軍の近代化に努めてきた」「その予算の多くは盗まれてキプロスの豪華ヨットなどに使われた。しかし軍事顧問らはこうしたことを大統領に報告できず、ウソをついてきた。偽りの軍隊だ」と証言している。

### 武器調達
ソ連崩壊後の混乱で熟練工の流出や若手への技術継承が思うように進まず、技術者の高齢化などによって予算を組んでも計画どおりに生産できない傾向にある。また、簡単なミスによる故障が増加している。今後は予算約20兆ルーブルの2020年までの国家装備計画に置いて武器を大量に発注して近代化を進める予定であったが、予算状況により即応部隊を優先することとなり、最新装備の配備率は即応部隊に限れば58％超となった。ただし航空宇宙軍では66％なのに対し海軍では47％と軍種によって格差が発生している。
2025年2月の産経新聞の報道によると、既にウクライナ紛争の戦地では戦車の供給すらままならず民間の一般乗用車やオートバイで突撃しているという状況である。

### 事件
2011年6月2日、ロシア中西部のウドムルト共和国にある軍弾薬庫で火災に続いて大規模な爆発があり、住民2人が死亡し、消防士を含む57人が負傷した。これにより、周辺の住民約2万8000人が避難した。弾薬庫には約15万トンの砲弾などが保管されており、地元当局は失火の可能性が高いとみている。

### 墓地の不足
2024年5月3日、ロシア軍の墓地が足りなくなったため、ロシア国防省がモスクワ州の森に軍用墓地を増設中とノーヴァヤ・ガゼータが報じた。近隣住民は墓地の増設が森林破壊につながるとして、ロシア兵の遺体を土葬ではなく火葬にしてスペースを節約すべきだと不満を述べた。

### モスクワでの強制徴兵
2024年5月25日、モスクワの路上で健康上の問題で兵役免除されていた徴兵対象者を健康状態にかかわらず連行してロシア軍に入隊させる強制徴兵が2週間前から頻発しているため、徴集兵の親族や友人が徴兵事務所前で抗議活動を開始したと複数のロシア独立系メディアが報じた。

### 戦争犯罪
国際非政府組織（NGO）の世界拷問防止機構（OMCT）などは、ウクライナのロシア支配地域で、ロシア軍による組織的な身柄拘束や拷問、性暴力があったとする報告書を公表した。ウクライナ侵攻が始まった2022年2月から10月までの間に、拷問等禁止条約が禁じた「拷問」に当たる38件を確認した。22年11月～23年8月に被害者や目撃者から聞き取り、計63件の事案を記録。拷問38件のうち22件は東部ハリコフ州、9件は南部ヘルソン州であったほか、南部ザポロジエ州や東部ドネツク州でも確認された。性器の切りつけやレイプなど性暴力も含まれる。残りの25件は拷問とまでは言えなくとも、非人間的な扱いだったと批判した。
戦場でのロシア兵によるレイプ被害も深刻である。ウクライナの人権団体弁護士ユリア・アノソワによると、2022年のウクライナ侵攻では多くが被害者が家やその近くにいるときに起き、ロシア兵は集団でやってきて、複数の兵士が順番に暴行することもあれば、レイプにおよぶ1人以外はただ見ているだけのこともあった。酷いケースでは数日間にわたって監禁されて暴行された後、殺された。未成年の女の子がレイプされるケースもあったとのこと。

### ウクライナ侵攻帰還兵の犯罪増加
2024年6月、ウクライナ侵攻で凶悪犯を含む多数の囚人兵を徴用したため、恩赦を受けて野に解き放たれた帰還兵の殺人、傷害致死等の凶悪犯罪がロシア国内で増加していたが、他方で囚人兵を除いた帰還兵の犯罪も20パーセント以上増加した。とくに未成年者に対するわいせつ行為が侵攻以前と比較して62パーセント急増し、ロシア下院が問題の深刻化に懸念を表明して政府に対応を要請した。
ロシアの現行医療制度では対処能力を備えていないため、未治療の心的外傷後ストレス障害（PTSD）兵士の増加が原因とみられ、ロシア国防省は帰還兵の監視、社会福祉強化のためモスクワと各軍管区に軍事社会センターを開設すると発表した。
なおテレビ系メディアの報道では、囚人兵の役割は現場での見せしめのために殺害されることであると示唆されている。